# 佐々木拓
佐々木 拓（ささき たく、1963年10月24日 - ）は、日本の政治家。岩手県陸前高田市長（1期）。元農林水産省官僚。

## 来歴
岩手県陸前高田市出身。陸前高田市立広田小学校、陸前高田市立広田中学校（現・陸前高田市立高田東中学校）、岩手県立高田高等学校を経て、1986年東京水産大学（現東京海洋大学）卒。
同年国家公務員試験（Ⅰ種）合格。農林水産省入省。在ロシア日本大使館一等書記官、農林水産省課長補佐、農林水産大臣政務官秘書官、石川県農林水産部次長、国立研究開発法人水産研究・教育機構経営企画部長、水産庁九州漁業調整事務所長、農林水産省水産庁参事官、水産貿易担当、輸出促進等を担当。
2022年12月、農林水産省を退職。
翌2023年2月の陸前高田市長選挙に立候補し、現職の戸羽太を破って初当選した。

## 親族
一家の跡継ぎが「佐々木大三郎」を襲名する遠洋漁業家の出身で、曽祖父の三代目大三郎は旧広田村長を、祖父の四代目大三郎は市議会議長を、叔父の五代目大三郎は市議を務めた。